# Chlortetracycline
Chlortetracycline (tên thương mại Aureomycin, Phòng thí nghiệm Lederle) là một loại kháng sinh tetracycline, và là tetracycline đầu tiên được xác định. Nó được phát hiện vào năm 1945 tại Phòng thí nghiệm Lederle dưới sự giám sát của nhà khoa học Yellapragada Subbarow và đàn em của ông là Benjamin Minge Duggar. Duggar xác định loại kháng sinh này là sản phẩm của một loại xạ khuẩn mà anh nuôi cấy từ một mẫu đất được thu thập từ Sanborn Field tại Đại học Missouri. Các sinh vật được đặt tên là Streptomyces aureofaciens và thuốc cô lập được có tên là Aureomycin, vì màu vàng của chúng.

## Sử dụng trong y tế
Trong thú y, chlortetracycline thường được sử dụng để điều trị viêm kết mạc ở mèo, chó và ngựa. Nó cũng được sử dụng để điều trị vết thương bị nhiễm bệnh ở gia súc, cừu, lợn và nhiễm trùng đường hô hấp ở bê, lợn và gà.
Một loại kem kết hợp với triamcinolone acetonide có sẵn để điều trị viêm da dị ứng bị nhiễm trùng ở người.

## Chống chỉ định
Chlortetracycline với mục đích sử dụng toàn thân chống chỉ định ở động vật bị suy gan hoặc thận nặng. Không được sử dụng chlortetracycline tại chỗ trên vú của động vật có sữa dành cho con người.

## Tác dụng bất lợi
Giống như các tetracycline khác, chlortetracyclin có thể ức chế quá trình khoáng hóa xương và răng ở động vật đang phát triển và chưa sinh, và làm răng có màu vàng hoặc nâu. Nó cũng có thể làm suy giảm chức năng gan và thận. Phản ứng dị ứng là rất hiếm.